# Freier Turn- und Sportverein 1922 Straubing 2020-2021
Questa voce raccoglie le informazioni riguardanti il Freier Turn- und Sportverein 1922 Straubing nelle competizioni ufficiali della stagione 2020-2021.

## Organigramma societario
Area direttiva
- Presidente: Ingrid Senft

Area tecnica
- Allenatore: Benedikt Frank
- Allenatore in seconda: Bart Van der Mark
- Assistente allenatore: Robert Schillings, Andreas Wallner
- Scoutman: Robert Schillings, Andreas Wallner

Area sanitaria
- Medico: Markus Vogt
- Fisioterapista: Tina Fischböck, Christina Haimerl, Peter Kunzmann, Nina Vogt

## Rosa
| N° | Nome                 | Ruolo | Data di nascita  | Nazionalità sportiva |
| -- | -------------------- | ----- | ---------------- | -------------------- |
| 2  | Claudia Provaroni    | S     | 14 maggio 1998   | Italia               |
| 4  | Noemi Oiwoh          | C     | 28 maggio 2001   | Austria              |
| 7  | Valbona Ismaili      | S     | 24 febbraio 2003 | Germania             |
| 9  | Kjersti Norveel      | C     | 15 marzo 1996    | Norvegia             |
| 10 | Elisabeth Kettenbach | P     | 28 gennaio 2001  | Germania             |
| 11 | Annegret Hölzig      | S     | 29 maggio 1997   | Germania             |
| 12 | Sandra Szabóová      | C     | 22 luglio 1996   | Slovacchia           |
| 13 | Janna Schweigmann    | C     | 13 aprile 2002   | Germania             |
| 15 | Marie Hänle          | O     | 8 settembre 2002 | Germania             |
| 16 | Sophie Dreblow       | L     | 9 luglio 1998    | Germania             |
| 17 | Iris Scholten        | O     | 15 novembre 1999 | Paesi Bassi          |
| 18 | Magdalena Gryka      | P     | 28 marzo 1994    | Germania             |

## Statistiche

### Statistiche di squadra
| Competizione      | Punti | In casa | In casa | In casa | In trasferta | In trasferta | In trasferta | Totale | Totale | Totale |
| Competizione      | Punti | G       | V       | P       | G            | V            | P            | G      | V      | P      |
| ----------------- | ----- | ------- | ------- | ------- | ------------ | ------------ | ------------ | ------ | ------ | ------ |
| 1. Bundesliga     | 22    | 11      | 4       | 7       | 11           | 3            | 8            | 22     | 7      | 15     |
| Coppa di Germania | -     | 1       | 0       | 1       | 0            | 0            | 0            | 1      | 0      | 1      |
| Totale            | -     | 12      | 4       | 8       | 11           | 3            | 8            | 23     | 7      | 16     |

G = partite giocate; V = partite vinte; P = partite perse

### Statistiche dei giocatori
| Giocatore      | 1. Bundesliga | 1. Bundesliga | 1. Bundesliga | 1. Bundesliga | 1. Bundesliga | Coppa di Germania | Coppa di Germania | Coppa di Germania | Coppa di Germania | Coppa di Germania | Totale | Totale | Totale | Totale | Totale |
| Giocatore      | P             | PT            | AV            | MV            | BV            | P                 | PT                | AV                | MV                | BV                | P      | PT     | AV     | MV     | BV     |
| -------------- | ------------- | ------------- | ------------- | ------------- | ------------- | ----------------- | ----------------- | ----------------- | ----------------- | ----------------- | ------ | ------ | ------ | ------ | ------ |
| S. Dreblow     | 22            | 0             | 0             | 0             | 0             | 1                 | 0                 | 0                 | 0                 | 0                 | 23     | 0      | 0      | 0      | 0      |
| M. Gryka       | 20            | 57            | 26            | 9             | 22            | 1                 | 1                 | 0                 | 0                 | 1                 | 21     | 58     | 26     | 9      | 23     |
| M. Hänle       | 16            | 48            | 45            | 2             | 1             | 1                 | 7                 | 7                 | 0                 | 0                 | 17     | 55     | 52     | 2      | 1      |
| A. Hölzig      | 22            | 253           | 206           | 25            | 22            | 1                 | 14                | 10                | 1                 | 3                 | 23     | 267    | 216    | 26     | 25     |
| V. Ismaili     | 12            | 64            | 49            | 9             | 6             | 1                 | 13                | 11                | 0                 | 2                 | 13     | 77     | 60     | 9      | 8      |
| E. Kettenbach  | 17            | 6             | 3             | 1             | 2             | 1                 | 1                 | 0                 | 1                 | 0                 | 18     | 7      | 3      | 2      | 2      |
| K. Norveel     | 22            | 92            | 56            | 18            | 18            | 1                 | 9                 | 6                 | 2                 | 1                 | 23     | 101    | 62     | 20     | 19     |
| N. Oiwoh       | 11            | 76            | 49            | 23            | 4             | -                 | -                 | -                 | -                 | -                 | 11     | 76     | 49     | 23     | 4      |
| C. Provaroni   | 22            | 145           | 115           | 13            | 17            | 1                 | 1                 | 0                 | 0                 | 1                 | 23     | 146    | 115    | 13     | 18     |
| I. Scholten    | 22            | 287           | 247           | 28            | 12            | 1                 | 7                 | 7                 | 0                 | 0                 | 23     | 294    | 254    | 28     | 12     |
| J. Schweigmann | 13            | 53            | 35            | 11            | 7             | 1                 | 3                 | 2                 | 1                 | 0                 | 14     | 56     | 37     | 12     | 7      |
| S. Szabóová    | 4             | 23            | 19            | 4             | 0             | 0                 | 0                 | 0                 | 0                 | 0                 | 4      | 23     | 19     | 4      | 0      |

P = presenze; PT = punti totali; AV = attacchi vincenti; MV = muri vincenti; BV = battute vincenti